# Tala Abujbara
Tala Abujbara (nacido el 22 de julio de 1992) es un remero qatarí. Compitió en la prueba de scull individual femenino en los Juegos Olímpicos de Tokio 2020.

## Biografía
Tala Abujbara aprendió a remar mientras estudiaba en Williams College, donde un entrenador vio su potencial y se unió al equipo. Al regresar a su casa en Qatar, no tenía a nadie con quien emparejarse, por lo que pasó al scull individual.
En agosto de 2018, se clasificó para Repechajes y ocupó el sexto lugar en remo individual femenino de Palembang. Abujbara también representó a Qatar en los Juegos Olímpicos de Tokio 2020. Se clasificó para los Juegos Olímpicos de Tokio tras alcanzar un tiempo de 8:20 minutos en el Campeonato Clasificatorio de Remo de Asia y Oceanía.
En julio de 2021, Abujbara obtuvo el primer lugar en la carrera semifinal para clasificarse para la final de la prueba de scull individual femenino en los Juegos Olímpicos de Tokio.
Tala Abujbara también se graduó en HEC Paris.

## Reconocimiento
El 6 de julio de 2021, el Comité Olímpico de Catar (QOC) anunció que Tala Abujbara fue nombrada la primera atleta qatarí en representar a Qatar en remo en los Juegos Olímpicos.
El 22 de julio de 2021, la QOC anunció que Tala Abujbara, junto con Mohammed Al-Rumaihi, izarían la bandera de Qatar en la inauguración de los Juegos Olímpicos de Tokio. La primera edición de los Juegos Olímpicos fue donde dos atletas portaron la bandera de su país.